# Šimuni
Šimuni so manjše naselje in pristanišče v istoimenskem zalivu na otoku Pagu (Hrvaška).

## Geografija
Šimuni so manjše naselje na jugozahodni strani otoka. Ležijo ob istoimenskem zalivu, do katerega pelje kratek odcep od ceste, ki povezuje Pag z Novaljo.
V naravno zavarovanem zalivu leži v njegovem dnu marina. V zalivu so peščene plaže, okolica pa je porasla z makijo. Vstop plovil v zaliv je ob močnih udarih burje ali juga skoraj nemogoč.
Pred vstopom v zaliv stoji svetilnik, ki oddaja svetlobni signal: Z Bl 3s. Nazivni domet svetilnika je 3 milje.

## Prebivalstvo
V kraju je imelo leta 2014 stalno prebivališče prijavljeno 156 prebivalcev.
| Pregled števila prebivalcev po letih | Pregled števila prebivalcev po letih | Pregled števila prebivalcev po letih | Pregled števila prebivalcev po letih | Pregled števila prebivalcev po letih | Pregled števila prebivalcev po letih | Pregled števila prebivalcev po letih | Pregled števila prebivalcev po letih | Pregled števila prebivalcev po letih | Pregled števila prebivalcev po letih | Pregled števila prebivalcev po letih | Pregled števila prebivalcev po letih | Pregled števila prebivalcev po letih | Pregled števila prebivalcev po letih | Pregled števila prebivalcev po letih | Pregled števila prebivalcev po letih |
| ------------------------------------ | ------------------------------------ | ------------------------------------ | ------------------------------------ | ------------------------------------ | ------------------------------------ | ------------------------------------ | ------------------------------------ | ------------------------------------ | ------------------------------------ | ------------------------------------ | ------------------------------------ | ------------------------------------ | ------------------------------------ | ------------------------------------ | ------------------------------------ |
| 1857                                 | 1869                                 | 1880                                 | 1890                                 | 1900                                 | 1910                                 | 1921                                 | 1931                                 | 1948                                 | 1953                                 | 1961                                 | 1971                                 | 1981                                 | 1991                                 | 2001                                 | 2014                                 |
| 0                                    | 0                                    | 2                                    | 0                                    | 12                                   | 22                                   | 22                                   | 0                                    | 62                                   | 82                                   | 90                                   | 82                                   | 89                                   | 108                                  | 135                                  | 156                                  |

V naselju se nahaja 130 stavb s hišno številko. Gospodinjstev je 154.

## Okolje
Pozidanega je približno 39% naselja. V naselju ter v njegovi bližini se nahaja gozdiček alepskega bora (Pinus halepensis) ter črničevja (Quercus ilex). V bližini naselja raste tudi rumena ceduljka (Glaucium flavum) ter različni mlečki (Euphorbia), prav tako pa vzhodna submediteranska suha travišča (Scorzoneretalia villosae).

## Gospodarstvo
Prebivalci se ukvarjajo z ribolovom in turizmom. V zalivu stojita avtokamp Šimuni in ACI marina Šimuni. Marina, ki lahko sprejme plovila dolga do 18 m ima 191 privezov v morju in 45 mest na kopnem. Marina nudi servisna popravila, ima pa tudi 15 tonsko dvigalo, splavno drčo in restavracijo.

## Prometna ureditev
Ob severovzhodnem robu naselja poteka državna cesta D-106, ki omogoča dostop do naselja iz smeri Zadra z juga ali iz smeri Novalje s severa. Severno od naselja poteka tudi lokalna cesta L-63 004, ki vodi skozi šimunsko polje do zalivov Slatina in Gajac.
Pomembna oblika prometa za naselje je tudi pomorski promet. Poleg pristanišča, odprtega za navtični turizem (marina), zaliv Šimuni služi tudi kot pristanišče, odprto za javni prevoz lokalnega pomena.

## Javna infrastruktura
Naselje je v električno omrežje povezano prek dveh transformatorskih postaj, ki se napajata iz daljnovodov v smeri naselja Mandre ter v smeri avtokampa Šimuni.
Vodovodno omrežje naselja je priključeno na vodovod "Hrvaško primorje - južna veja", ki se napaja iz tlačnega voda HE Senj. V naselju se nahaja vodohran prostornine 500 m3.
Naselje nima urejene fekalne in meteorne kanalizacije. V načrtu je izgradnja biološke čistilne naprave, v katero bi se stekale odplake iz naselja, prečiščena voda pa bi se izlivala v morje. Nahajala naj bi se na rtu Selac med naselji Šimuni in Mandre.

## Zgodovina
Zaliv je bil poseljen že v bronasti dobi, kar pričajo najdbe kolov ter keramike ob obali naselja. Na dnu zaliva je bila najdena tudi rimska tovorna ladja s 600 amforami.
Današnje naselje Šimuni je nastalo v drugi polovici 19. stoletja, ko so brata Fabijanić iz mesta Paga postavila prve pastirske koče in skromno kapelo svetemu Antonu Padovanskemu. Šematizmi naselje prvič omenjajo leta 1875 kot okrožje naselja Kolan, od katerega je oddaljeno 5 kilometrov.
Za namene rudnikov premoga je bila leta 1906 zgrajena železniška proga, ki je iz Kolana vodila do Šimunov, kjer je bilo tovorno pristanišče. Med prvo svetovno vojno sta bili proga in lokomotiva pretopljeni za železo, po vojni pa ju je nadomestila tovorna žičnica, ki je bila demontirana leta 1925.